# Chopin & Liszt in Warsaw
Chopin & Liszt in Warsaw ist ein Album des österreichischen Pianisten Ingolf Wunder mit Werken von Frédéric Chopin und Franz Liszt. Die Aufnahme wurde zusammen mit den Warschauer Philharmonikern und Jacek Kaspszyk als Dirigent gemacht. Veröffentlicht wurde sie am 28. August 2015 bei Deutsche Grammophon und Universal Music Polska. Die Aufnahme war auch für den „Fryderyk Award 2016“ in der Kategorie „Album of the Year – Solo Recital“ nominiert.

## Tracklist

### CD 1
- Frédéric Chopin (1810–1849) – Piano Concerto Nr. 2 in f-Moll op. 21
  - 1. Maestoso
  - 2. Larghetto
  - 3. Allegro vivace

Instrumentierung/Orchestrierung: Frédéric Chopin, Alfred Cortot mit Veränderungen von Ingolf Wunder
- Frédéric Chopin (1810–1849)
  - 4. Bonustrack: Nocturne in es-Moll op. 55/2 (Live-Aufnahme)

### CD 2
- Frédéric Chopin (1810–1849) – Grande Polonaise Brillante précédée d’un Andante spianato op. 22
  - 1. Andante spianato in G-Dur
  - 2. Polonaise in Es-Dur
- Frédéric Chopin (1810–1849) – Allegro de concert op. 46 (Der erste Satz des nie fertiggestellten Klavierkonzert's Nr. 3)
  - 3. Allegro Maestoso in A-Dur

Instrumentierung/Orchestrierung: Ingolf Wunder
- Franz Liszt (1811–1886)
  - 4. Hexaméron, Morceau de concert S. 392 für Klavier und Orchester

Introduction (Extrêment lent, Maestoso, Allegro vivace): Franz Liszt
Tema (Allegro marziale): Franz Liszt,
Variation 1 (Ben marcato): Sigismund Thalberg (1812–1871),
Variation 2 (Moderato): Franz Liszt,
Variation 3 (Di bravura): Johann Peter Pixis (1788–1874),
Ritornello: Franz Liszt,
Variation 4 (Legato e grazioso): Henri Herz (1803–1888),
Variation 5 (Vivo e brillante): Carl Czerny (1791–1857),
Fuocoso molto energico, Lento. quasi recitativo: Franz Liszt,
Variation 6 (Largo): Frédéric Chopin (1810–1849),
Finale (Molto vivace quasi prestissimo, Allegro animato, Molto animato): Franz Liszt
Instrumentierung/Orchestrierung: Franz Liszt, vervollständigt von Leslie Howard und editiert von Ingolf Wunder